# سد أوهيرا-إيك
سد أوهيرا-إيك (باليابانية: Ohiraike) هو سد ترابي يقع في محافظة ميه في اليابان. يستخدم السد للري بمساحة حوالي 2 هكتار من الأرض ويمكنه تخزين 140 ألف متر مكعب من المياه بدأ إنشاء السد في عام 1973 واكتمل في عام 1979.